# Leopoldo Eijo y Garay
Leopoldo Eijo Garay (Vigo, Pontevedra, 11 d'abril de 1878 - Madrid, 31 de juliol de 1963) va ser un bisbe espanyol, escriptor i una destacada personalitat de la cultura de mitjan segle xx.

## Biografia
Nascut a Vigo, es trasllada als cinc anys amb la seva mare, Generosa Eijo, una minyona humil, de Vigo a Sevilla, ciutat on ingressa en el seminari. És ordenat sacerdot el 27 de desembre de 1900.

### Episcopat
El 1914 és promogut a ordinari de la diòcesi de Tui, sent ordenat bisbe el 8 de novembre d'aquest mateix any pel cardenal Martín Herrera, arquebisbe de Santiago de Compostel·la. A partir de llavors segueix una carrera vertiginosa, perquè el 22 de març de 1917 és nomenat setè bisbe de Vitòria, succeint Prudencio Melo y Alcalde, que acabava de ser nomenat bisbe de Madrid-Alcalá.
Aquest mateix any publica la seva obra El primer origen de la vida según el Hexámeron y según la ciencia. Des de Vitòria dona el salt definitiu a la capital d'Espanya, el 14 de desembre de 1922, succeint novament al bisbe Melo, nomenat arquebisbe de València. El 26 de juny de 1923 pren possessió com a bisbe de Madrid-Alcalá, també el setè. En aquest càrrec es va mantenir durant quaranta anys, sent el seu el pontificat més llarg que ha tingut un bisbe espanyol contemporani. Des d'allí va ser testimoni privilegiat dels convulsos anys de la dictadura de Primo de Rivera, la II República, la Guerra Civil, i la consolidació del règim franquista en el poder.
Paral·lelament a la seva carrera eclesiàstica es desenvolupa la seva vida cultural i d'escriptor: obres seves són Santo Tomás y la mística, El concepto de la materia universal en los textos medievales (1940), Esbozo apologético de la poesía clásica eucarística española, i Directrices sociales (1948), consolidant-se així com un dels intel·lectuals més destacats de la cultura del moment. De fet ja feia anys que havia ingressat en la Reial Acadèmia Espanyola, concretament el 1927, amb el discurs inaugural La oratoria sagrada en España, i ocupant la cadira "U majúscula" fins a la seva mort. Durant la II República va ingressar també, el 10 de gener de 1932, en la Reial Acadèmia de Ciències Morals i Polítiques (medalla 6); el seu discurs inaugural, el 9 de juny de 1935, fou La persona jurídica. Su concepto filosófico y derechos fundamentales que debe respetar en ella el Estado. També va ser membre corresponent de la Reial Acadèmia Gallega.
Eijo Garay va tenir un paper d'especial importància en la vida de l'Opus Dei i del seu fundador, Josepmaria Escrivá de Balaguer. El fundador de l'Opus Dei havia arribat a la diòcesi de Madrid-Alcalá el 1927, per cursar el doctorat. Des de la seva arribada a la capital, Escrivá va anar posant al bisbat al corrent del seu treball sacerdotal i de les primeres passes de l'Opus Dei: primer a través del Vicari Juan Francisco Morán i, des de 1935, per mitjà dels bisbes Marcelino Olaechea i Cruz Laplana y Laguna. Quan va arribar a Burgos, es va posar en contacte amb Eijo per correspondència, per tal d'informar-li de la seva situació i demanar-li consell sobre alguns assumptes de la seva tasca pastoral. Acabada la Guerra civil, van poder trobar-se per fi, i parlar directament sobre l'Opus Dei i els seus projectes d'expansió. Aquesta primera entrevista va tenir lloc el 2 de setembre de 1939.
Davant les incomprensions que l'Opus Dei va rebre d'alguns jesuïtes, a Madrid i en altres ciutats espanyoles, com Barcelona o València, el bisbe de Madrid-Alcalá sempre va sortir en la seva defensa. De fet, el 19 de març de 1941 va datar la primera aprovació jurídica que va rebre l'Opus Dei, com Piula Unió, i a partir de juny del mateix any va mantenir una interessant correspondència amb l'abat coadjutor de Montserrat, Aureli Maria Escarré, explicant la naturalesa de l'Opus Dei i l'origen de les maledicències. Com a mostra del seu afecte per l'Opus Dei, Eijo va ordenar als tres primers sacerdots de l'Obra (a part del mateix Escrivá), el 25 de juny de 1944: Álvaro del Portillo -primer successor el 1975 d'Escrivá-, José María Hernández Garnica, i José Luis Múzquiz, així com a altres promocions sacerdotals d'aquesta institució, en la dècada dels anys 60.
El 21 de juliol de 1946 el papa Pius XII el nomenà Patriarca de les Índies Occidentals, seu merament titular, però que dona prestigi al bisbe de la capital d'Espanya en plena expansió d'un règim que es dedicava a renovar la idea d'Imperi Espanyol. Va morir el 31 d'agost de 1963. Des de llavors el patriarcat de les Índies Occidentals ha romàs vacant, fins avui, encara que sense que hagi estat mai formalment suprimit.
Eijo y Garay fou a més l'últim bisbe de Madrid. A l'any següent de la seva defunció, el 24 de març de 1964, la diòcesi de Madrid-Alcalá va ser separada de la província eclesiàstica de Toledo i elevada al rang d'arxidiòcesi immediatament subjecta a Roma, és a dir, sense diòcesi sufragànies i sense constituir província eclesiàstica.

### Política
Va ser designat per Francisco Franco Conseller nacional de FET y de las JONS i entre 1943 i 1946 procurador en Corts.
Eijo Garay va promoure des del seu càrrec d'arquebisbe de Madrid que Franco acudís als actes religiosos sota pal·li. Això suposava el màxim suport de l'Església al dictador.

## Obres
- El primer origen de la vida según el Hexámeron y según la ciencia (1917)
- Santo Tomás y la mística
- El concepto de la materia universal en los textos medievales (1940)
- Esbozo apologético de la poesía clásica eucarística española
- Directrices sociales (1948)